# Jurong Peujeura
Jurong Peujeura is een bestuurslaag in het regentschap Aceh Besar van de provincie Atjeh, Indonesië. Jurong Peujeura telt 968 inwoners (volkstelling 2010).